# Phoma mutica
Phoma mutica är en lavart som först beskrevs av Berk. & Broome, och fick sitt nu gällande namn av Pier Andrea Saccardo 1884. Phoma mutica ingår i släktet Phoma, ordningen Pleosporales, klassen Dothideomycetes, divisionen sporsäcksvampar och riket svampar.   Inga underarter finns listade i Catalogue of Life.